# Присецькі

Герб «Новина», яким печаталися Пшисецькі

Присецькі (Пресецькі) (пол. Przysieccy, Przesieccy — Пшисецькі) — польський, литовський, український й російській рід. Печаталися гербом «Новина».

## Походження роду
Рід Присецьких (Пшисецьких) має польське походження. Відомий за документами з середини XV століття. Прізвище це було досить розповсюджене серед шляхти. Виникнення його пов'язують із селищем Пшисек (Пшисека) у Великопольщі. Між тим, таких селищ у цьому регіоні, а також у сусідньому Західнопоморському воєводстві й на Куявах нараховується загалом 78. Окрім того, вісім сіл із такою ж назвою є в Нижній Сілезії.
Польський дослідник Ян Баранський вважає, що Пшисецькі — це відгалуження роду Рогалінських гербу «Лодзя». Згідно з його версією, своє прізвище вони отримали від селища Пшисека у гнезненському повіті, яке набули на самому початку XVI століття. Спільного походження з Пшисецькими є також роди Поповських і Сокольницьких.
З Великопольщі рід Пшисецьких розповсюдився на Литву, далі на Волинь.

## Найвидатніші постаті роду часів Польського королівства і Речі Посполитої[4]
Найдавніші відомі на сьогодні по документах представники роду Пшисецьких — Ян і Пйотр Пшисецькі (роки життя обох: бл. 1440 — після 1504).
Єжи Пшисецький (бл. 1530—1592) — полковник військ коронних. Започаткував литовську лінію Пшисецьких, оселившись у Литві. Близько 1570 р. одружився з Софією Сологуб (нар. бл. 1550) — доньці воєводи смоленського. Його син Адам — полковник військ литовських.
Броніслав Пшисецький (бл. 1620 — після 1674) — волковийський войський. Брав участь у виборах короля Яна Казимира в 1648 році від полоцького воєводства і короля Яна ІІІ Собеського в 1674 році. Співзасновник кляштору отців-домініканів у місті Улі.
Стефан Пшисецький (бл. 1620—1654) — загинув під час облоги Смоленська московськими військами.
Бенедикт Пшисецький (бл. 1650 — після 1676) — підстолій полоцький. Посол на сейм від полоцького воєводства. Підписав документ про обрання короля Яна ІІІ Собеського в 1674 р.
Самуель Казимир Пшисецький (бл. 1680 — ?) — суддя земський полоцький.

## Присецькі і Україна
«Українську» лінію Пшисецьких, котрі потім стали називатися Присецькими, започаткував, найімовірніше, Кшиштоф Пшисецький (бл. 1660 — після 1716) — староста рівненський (з 1716 року).
Очевидно, саме з Волині або з Білорусі Присецькі прийшли на Лівобережну Україну, зокрема на Полтавщину. Це могло статися після другого і третього поділів Речі Посполитої, внаслідок яких до Російської імперії відійшли всі білоруські та більша частина правобережних українських земель.

### Присецькі на Полтавщині
Перший відомий представник роду Присецьких, який народився в цьому регіоні (с. Ковалівка, Зіньківський повіт, Полтавська губернія) — Миколай Максимович Присецький (1819—1887).

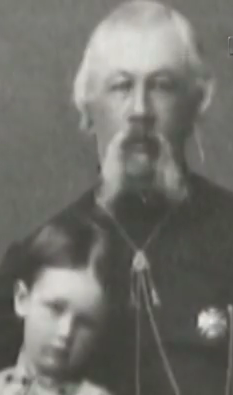
Миколай Присецький із онуком, Олександром Богомольцем. Фото зроблене близько 1885 р.

Служив у Російській імператорській армії. Був розжалуваний за дуель у рядові. За вислугу та участь у війні на Кавказі відновлений у званні підпоручика. Був нагороджений орденом. По закінченні війни вийшов у відставку, повернувся на батьківщину. Отримав у спадок хутір Климове від поміщиків Лисевичів, де й оселився. Лисевичі були далекими родичами Присецьких. Відомо, що полтавський поміщик Іван Лисевич був другом українського поета і драматурга Івана Котляревського.
Миколай Присецький був одружений з донькою штабс-капітана Софією Семенівною Саранчовою. В цьому шлюбі народилися четверо дітей — Софія, Іван, Ольга і Марія. Всі вони брали участь у революційному русі. Сильний вплив на них справила мати, котра не приховувала свого критичного ставлення до порядків у Російській імперії.
Іван Присецький став одним із засновників революційної організації «Південно-Російський робітничий союз», яка діяла в Києві. Пізніше його старша сестра Софія стала однією з очільниць організації.
Після вироку в справі «Південно-Російського робітничого союзу» Миколай Присецький пережив напад інсульту. Помер після повторного нападу. Похований у с. Ковалівка Зіньківського повіту Полтавської губернії на церковному кладовищі.

### Революційна діяльність і родинні зв'язки Присецьких
Софія Миколаївна Присецька (1856—1892) — одна з очільниць «Південно-Російського робітничого союзу». Мати президента Академії Наук УРСР Олександра Олександровича Богомольця (1881—1946).

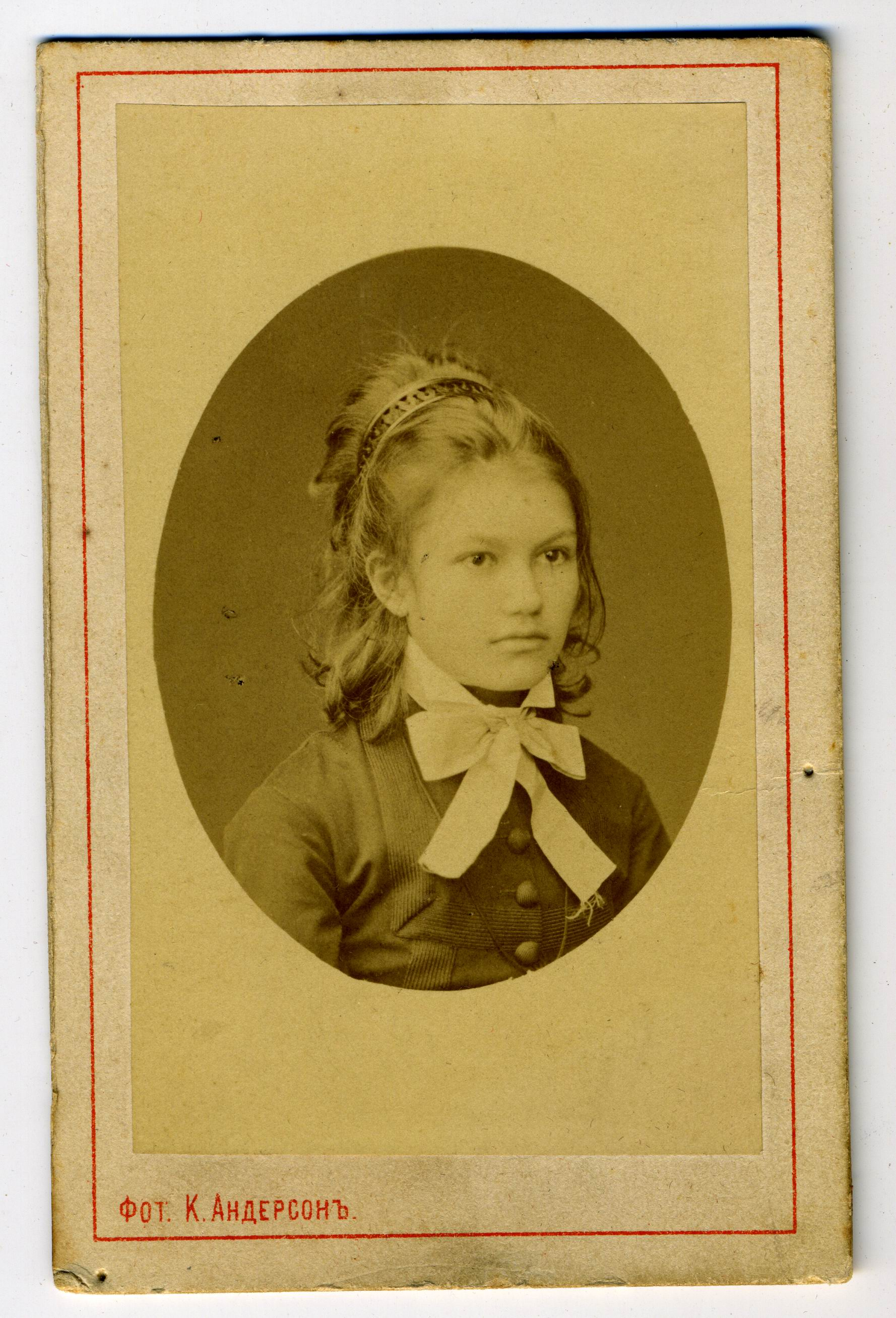
Софія Присецька (в шлюбі Богомолець) — учениця Гадяцького пансіону для дівчат. Фото початку 1870-х рр.

Початкову освіту отримала в Гадяцькому приватному пансіоні. Продовжила навчання в Київській Фундуклеївській жіночій гімназії, але залишила навчання на останньому курсі. У 1876 році вийшла за Олександра Михайловича Богомольця (1850—1935) — випускника медичного факультету Київського університету св. Володимира.

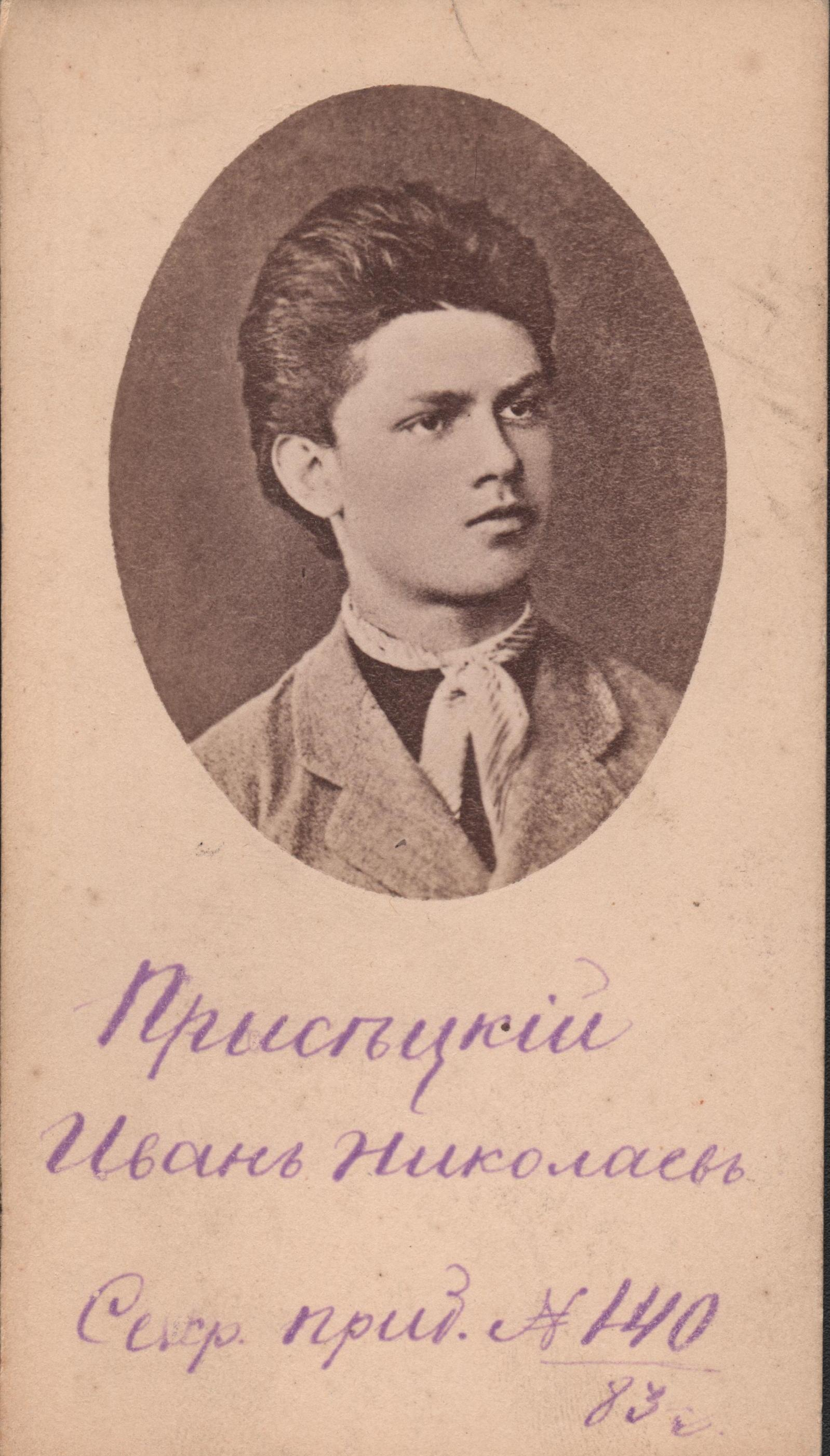
Іван Миколайович Присецький. Фото приблизно першої половини — середини 1870-х рр.

Революційну діяльність почала разом з чоловіком на Кубані. Після переїзду до Києва входить до складу «Південно-Російського робітничого союзу». На початку січня 1881 р. Софія Богомолець була заарештована, перебуваючи на п'ятому місяці вагітності. Отримала смертний вирок, замінений однак десятирічною каторгою. За спробу втечі, а також за участь у акціях протесту отримала додатково вісім років каторги.
Після втручання у її справу російського письменника Льва Толстого Софії було дозволено побачення з чоловіком і сином. За три дні до смерті була звільнена від будь-яких робіт з правом жити на поселенні. За межі каторги Олександр Богомолець виніс дружину на руках, оскільки вона вже не могла самостійно пересуватися. 23 січня 1892 р. у віці 35 років Софія Богомолець померла від туберкульозу. Похована на Усть-Карійському тюремному кладовищі. Точне місце її поховання невідоме.
Іван Миколайович Присецький (1858—1911) — один із засновників і фінансових спонсорів «Південно-Російського робітничого союзу». Народився в с. Ковалівці Зіньківського повіту Полтавської губернії. У 1875 р. закінчив Полтавський кадетський корпус (на той момент — військову гімназію), але від військової кар'єри відмовився і офіцерське звання не отримав.
Революційну діяльність почав, будучи вільним слухачем на юридичному факультеті Київського університету. Вів агітацію у військових частинах, дислокованих у Києві. Переховувався від переслідувань царської охранки в Румунії і Франції. В Парижі писав статті для емігрантської газети «Вільне слово».
Після розгрому «Південно-Російського робітничого союзу» Іван Присецький входив до «Української громади». Збирався разом з народовольцем-українофілом, Володимиром Мальованим заснувати українську політичну партію автономістського спрямування — «Українську соціально-революційну партію соціалістів-федералістів». 2 вересня 1883 р. був опізнаний і заарештований у Києві прямо на Хрещатику. Два роки (1883—1885) провів у київській в'язниці, після чого був засланий до Східного Сибіру на 5 років.
Після повернення із заслання Іван Присецький продовжував займатися громадською діяльністю. Обирався губернським і повітовим гласним. Вступив до Конституційно-демократичної партії («кадетів»). Був обраний делегатом 1-ї Державної думи. За короткий термін роботи Думи (з 27 квітня по 9 липня 1906 р.) підписав 16 заяв за запитами, два законопроєкти — один (разом з 42 депутатами) з аграрного питання, інший (разом з 151 депутатом) «Про громадянську рівність»; багато виступав з аграрного питання.
Помер 12 вересня 1911 р. в Алупці.
Був одружений з Софією Дорфман (1859 — після 1933 р.) — вихрещеною єврейкою (в хрещенні — Віра Миколаївна). Мав двох дітей — сина Дмитра і доньку Ольгу. Ольга була дружиною Миколая Мілюкова (1889—1957), сина Павла Мілюкова (1859—1943) — голови партії конституційних демократів (кадетів), міністра закордонних справ Тимчасового Уряду Росії, поваленого більшовиками.
Ольга Миколаївна Присецька (1859—1928) — учасниця народницького руху на Полтавщині. Навчалася в Полтавській жіночій гімназії. Отримала спеціальність акушерки. В народницькому русі з 1879 р. Разом зі старшою сестрою Олександра Михайловича Богомольця — Єлизаветою Михайлівною Богомолець займалася революційною пропагандою серед селян і робітників полтавських залізничних майстерень. Була засуджена до 4 років заслання в Західному Сибіру. Відбувала заслання в Павлодарі. Після одруження разом з родиною жила у власному будинку в Хатках по сусідству з дачею письменника Володимира Короленка. Деякий час жила з чоловіком в Луганську — ймовірно, до його смерті в 1903 р. Ще одному арешту була піддана в 1912 році в Москві разом із сином Юрієм. За радянської влади отримувала персональну пенсію. Померла в Полтаві.

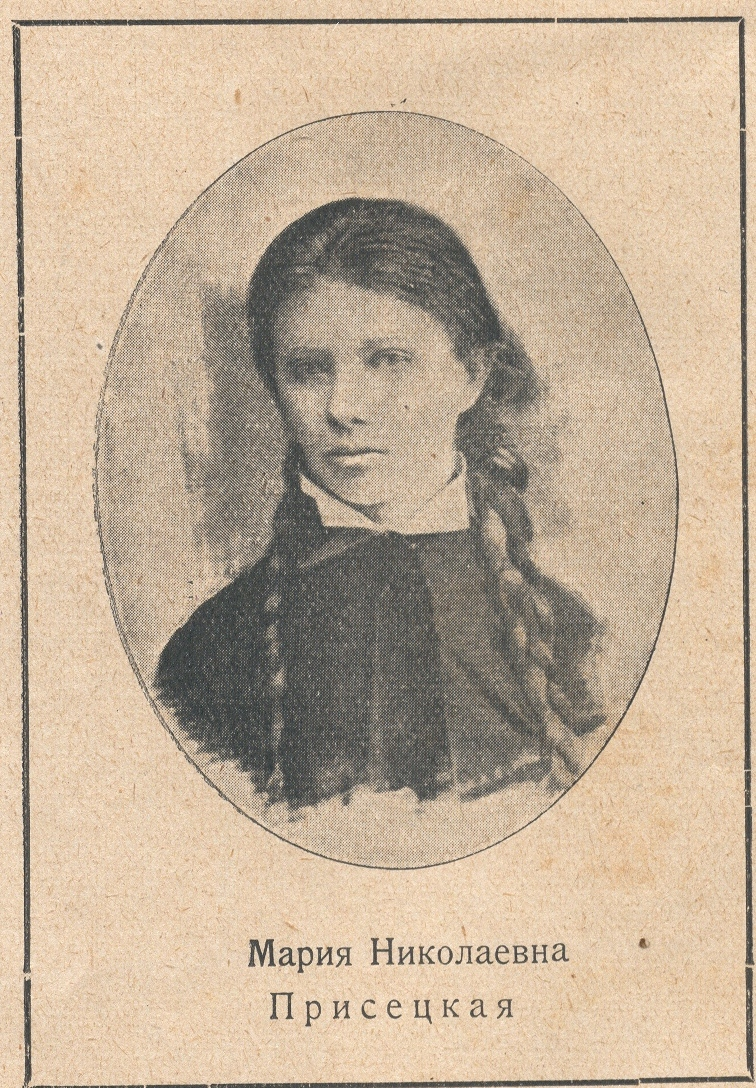
Марія Миколаївна Присецька. Фото з книги Є. Ковальської «Південно-російський робітничий союз» (вид. 1926 р.)

Була одружена з Василем Селіховим (?—1903) — студентом Харківського університету, звідки був виключений за революційну діяльність. Закінчив медичний факультет Казанського університету. Працював земським лікарем в Курській губернії. Помер від запалення легенів у Луганську.
Подружжя мало двох синів.
Марія Миколаївна Присецька (1860—1916) — учасниця «Південно-Російського робітничого союзу». Навчалася в Лебединській жіночій гімназії. Здобула спеціальність акушерки.
4 січня 1881 р. була заарештована в Києві разом з іншими членами «Південно-російського робітничого союзу». В донесеннях поліції характеризувалася як «зухвала в ненависті до уряду». Згідно з вироком суду, була уражена в правах, відбувала заслання в місті Каїнську Томської губернії. На засланні одружилася з політичним поселенцем Станіславом Горбачевським. Народила трьох дітей. Після закінчення заслання жила з чоловіком і дітьми в с. Хатки — поруч з родиною своєї сестри Ольги.
Коли був заарештований її старший син, поїхала з ним на заслання. Померла в Мінусинську від ангіни з ускладненнями.

## Споріднені роди
Богомольці (гербів «Богорія» і «Помян»), Горбачевські, Лисевичі, Мілюкови, Саранчови, Селіхови.